# Pozán de Vero (kommunhuvudort)
Pozán de Vero är en kommunhuvudort i Spanien.   Den ligger i provinsen Provincia de Huesca och regionen Aragonien, i den nordöstra delen av landet, 400 km nordost om huvudstaden Madrid. Pozán de Vero ligger 412 meter över havet och antalet invånare är 241.
Terrängen runt Pozán de Vero är platt söderut, men norrut är den kuperad. Runt Pozán de Vero är det ganska glesbefolkat, med 42 invånare per kvadratkilometer. Närmaste större samhälle är Barbastro, 9,5 km sydost om Pozán de Vero. Trakten runt Pozán de Vero består till största delen av jordbruksmark.